# Francis Ward
Francis Constantine „Conn“ Ward  (* 12. Februar 1891 in Corlygorm, Donaghmoyne, County Monaghan; † 15. Dezember 1966 in Dublin) war ein irischer Politiker der Fianna Fáil. Er war von 1932 bis 1946 Parlamentarischer Sekretär beim Minister für lokale Verwaltung und Gesundheit.

## Leben
Ward wurde 1891 als Sohn des Landwirts Patrick Ward und von Elizabeth Ward (geb. Ruddin) geboren. Er besuchte die Schule der Patrician Brothers in Carrickmacross. Schon während seines Medizinstudiums am University College Dublin schloss er sich 1913 den Irish Volunteers an. Nach dem Abschluss des Studiums praktizierte er als von 1915 bis 1919 als Arzt in Scotstown (Co. Mognaghan) und anschließend bis 1920 in Dundalk.
Im Irischen Unabhängigkeitskrieg kämpfte er als Offizier der IRA. Beim Waffenstillstand 1921 bekleidete er de Rang eines Colonel-Cammandant. Er war ein Gegner des Anglo-Irischen Vertrags.

## Politik
Ward war stellvertretender Vorsitzender des County Councils von Monaghan. Als designierter Kandidat von Sinn Féin im Wahlkreis Monaghan Nord für die Parlamentswahl 1918 verzichtete er zugunsten von Ernest Blythe. Er gehörte 1926 zu den Gründungsmitgliedern von Fianna Fáil. Bei der Parlamentswahl im Juni 1927 trat Ward an, konnte jedoch kein Mandat erringen. Bei der folgenden Wahl im September 1927 wurde er in den Dáil Éireann, das irische Parlament, gewählt, dem er bis 1948 angehörte.
Von 1932 bis 1946 war Ward parlamentarischer Sekretär im Ministerium für lokale Verwaltung und Gesundheit, zuständig für Gesundheit und Fürsorge. In seiner Amtszeit wurde das Krankenhaussystem ausgebaut. Versuche zur Rationalisierung und besseren Koordination in den Krankenhäusern scheiterten jedoch am Desinteresse in der Regierung und Widerständen im Gesundheitssystem. Während des Zweiten Weltkrieges wurden die Schwächen des Gesundheitssystems offensichtlich, Irland hatte eine außerordentlich hohe Rate an Tuberkulose- und Typuserkrankungen.
1945 schlug Ward eine umfassende Gesundheitsreform, den Public Health Bill, vor. Sie umfasste eine kostenlose, weitgehend durch Steuern finanzierte, medizinische Versorgung. Die Ärzte sollten in ein staatliches Gesundheitssystem integriert werden und nur noch ein kleiner privater Sektor verbleiben. Die Reform stieß auf erbitterten Widerstand, vor allem gegen die umfassenden Vollmachten zu Quarantäneanordnungen bei Infektionen und die Pflichtuntersuchungen von Schülern.
Ward war als Minister für das 1947 neu geschaffenen Gesundheitsministerium vorgesehenen, wurde jedoch Opfer eines politischen Skandals. Nach der Entlassung von John MacCarvill, als Manager der Monaghan Curing Company, einer Schinkenpökelei im Besitz von Wards Familie, erhob MacCarvills Bruder Patrick, ein ehemaliger Parlamentsabgeordneter und Vorsitzender des irischen Arzteverbandes (Irish Medical Association), schwere Vorwürfe gegen Ward. Er beschuldigte Ward der Misswirtschaft und Korruption. Ein Untersuchungsausschuss entlastete Ward von allen Vorwürfen mit einer Ausnahme, der fehlerhaften Deklaration von Einkünften aus der Firma. Ward trat am 13. Juni 1946 zurück und verließ, verbittert über die mangelnde Unterstützung seiner Parteikollegen, im September Fianna Fáil. Bei der folgenden Wahl 1948, bei der Ward nicht mehr antrat, erlitt die seit 1932 regierende Fianna Fáil eine Niederlage.
Ward arbeitete nach dem Ende seiner politischen Karriere als Arzt für den Monaghan County Council und wurde 1953 in den Gesundheitsausschuss berufen. Ward starb am 15. Dezember 1966 in einem Altersheim in Dublin.